# Silvano Rizza
(Silvano Rizza)
Silvano Rizza (Roma, 15 aprile 1923 – Roma, 4 settembre 2013) è stato un giornalista italiano, condirettore de “Il Messaggero” e direttore di “Paese Sera”.

## Biografia
Di famiglia di origini toscane, partecipa alla Seconda guerra mondiale come pilota di caccia. Dopo l’ 8 settembre 1943, poco più che ventenne, combatte da partigiano nella rischiosa zona di Osoppo. 
Nell’immediato secondo dopoguerra, fonda il giornale satirico “Nuvole” con il pittore Lucio Ranucci. È poi assunto alla redazione milanese del Tempo, dove si occupa di cronaca nera. 
Dopo alcune collaborazioni a L'Illustrazione Italiana e a "Il settimo giorno", edito da Garzanti, nel 1956 Rizza è assunto al Giorno, appena fondato da Gaetano Baldacci ed è presto nominato redattore capo. Dopo altri sei anni, Rizza passa al Giornale di Sicilia, dove rimane due anni, per poi accettare una collaborazione alla Rai.
Nel 1970 Alessandro Perrone gli offre l’incarico di Capo dei servizi di cronaca al Messaggero. Vi rimane sedici anni; gli ultimi sei come condirettore (1980-86).  Al Messaggero, Rizza opera una vera e propria rivoluzione del modo di fare giornalismo: abolisce i titoli banali e i pezzi di cronaca "commentati" ma introduce numerosissime inchieste, dal caro-vita alle auto blu, con le illustrazioni del disegnatore Alfonso Artioli; organizza scioperi dei consumatori, contro il caro-prezzi. “Se il conto non torna, mandatelo al Messaggero”, è una delle tante sue nuove rubriche di successo.
Nel maggio 1987 è chiamato a dirigere Paese Sera, che guida sino al gennaio 1989. Fa distribuire un fascicolo di una trentina di pagine: «Scrivere per il giornale. Manuale per i giovani giornalisti». Insegna, poi, per 12 anni, alla scuola di giornalismo di Urbino, la più antica scuola di giornalismo italiano. 
È stato più volte consigliere nazionale e componente del Comitato tecnico scientifico dell'Ordine dei Giornalisti, che ha istituito in sua memoria una borsa di studio per studenti di giornalismo.